# Trirreme

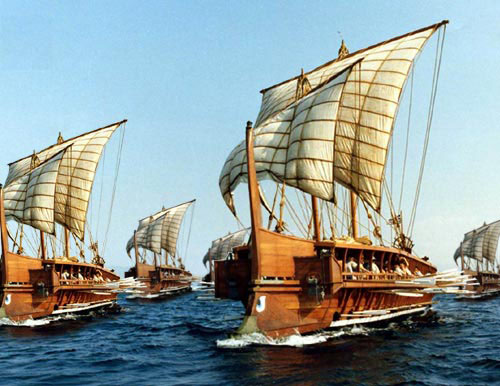
Trirremes gregos.

A trirreme (trieres, em grego, trireme em latim) era uma antiga embarcação grega da Antiguidade impelida por remos. A origem desse navio de guerra é incerta, a despeito de autores como Tucídides apontarem seu uso desde o século VIII a.C.
Os antigos projetistas de barcos tentaram vários métodos para aumentar a potência dos navios de guerra, inclusive colocar mais homens em cada remo. O projeto mais bem-sucedido era a trirreme: três pavimentos de remadores em cada lado. A trirreme padrão tinha cerca de 36 metros de comprimento por não mais que 5 metros de boca e tripulação de mais de 150 remadores. Tinha velocidade e maneabilidade razoáveis. Os navios cobriam cerca de 180 milhas náuticas a uma velocidade constante de 7,5 nós (13,89 km/h). Sua velocidade de arranque podia chegar a 11,5 nós (21 km/h). Dispunham de velas quadradas, que nem sempre podiam ser utilizadas no impetuoso Mar Mediterrâneo. Eventualmente, podiam ser impelidos por uma vela redonda.

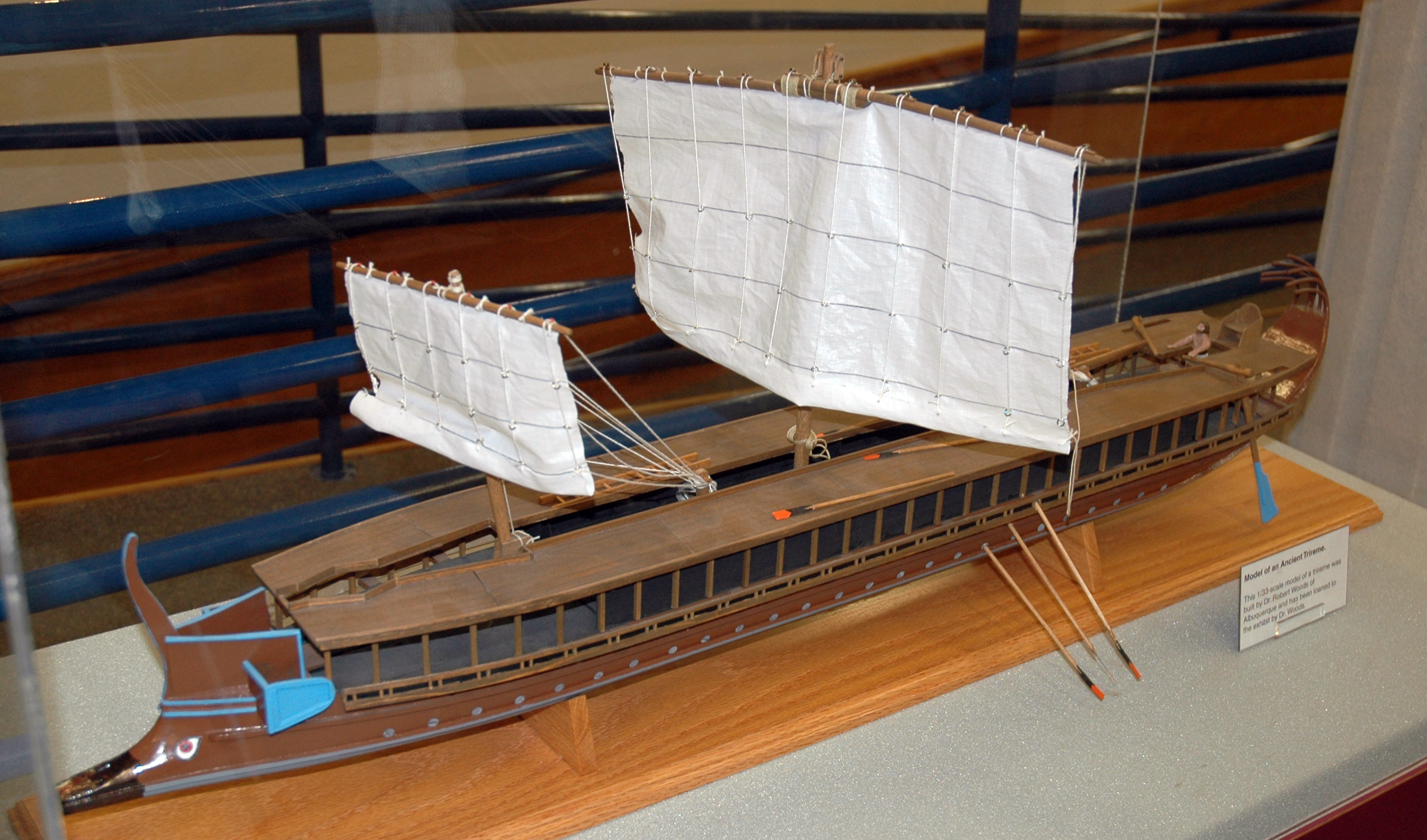
Modelo em madeira de um trirreme grego.

Numa península coalhada por cerca de 3 mil ilhas, o uso de trirremes era intenso e decisivo. Eles eram a maior parte das marinhas do Mediterrâneo a partir de 500 a.C. Esse navio de escravos a remo impulsionou as cidades-estado gregas clássicas e, em particular, Atenas como forças navais. Durante as guerras com a Pérsia, Atenas comandava sozinha mais de 200 desses navios. Foi com trirremes que os gregos obtiveram sua vitória decisiva contra os persas, na Batalha de Salamina.
Contudo, em grego existe outra forma de referir às Trirremes, através do termo "Kontoros", precedido pelo número de remadores; assim as Trirremes são "Triakontoros" (30 remos).
A mesma lógica se aplica a outras galeras: "Pentekontoros"(50 remos) ou a ""Eikosoros"" (20 remos).

## Olímpia

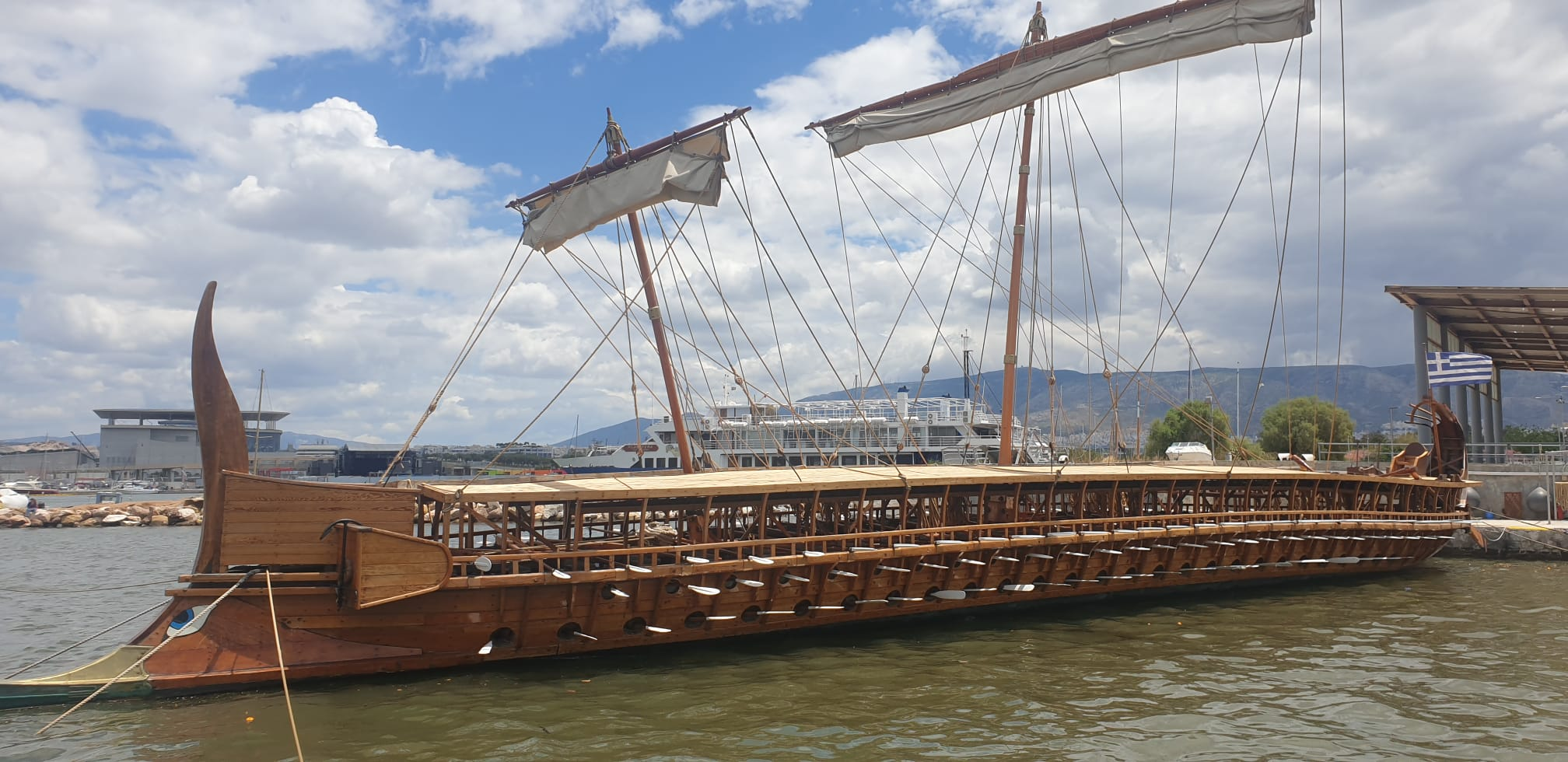
A Olímpia, réplica moderna da trirreme.

O Olímpia (Ολυμπιάς) é uma reconstrução moderna de uma trirreme grega, construída na década de 1980 para estudar a engenharia e as capacidades navais das antigas embarcações de guerra gregas. Projetada com base em evidências arqueológicas e descrições históricas, a embarcação possui cerca de 37 metros de comprimento e 5,5 metros de largura, sendo movida por aproximadamente 170 remadores dispostos em três fileiras de remos. 
Construída em madeira de carvalho e pinho, a trirreme foi testada em diversas ocasiões, demonstrando sua velocidade de até 9 nós (aproximadamente 17 km/h) e a eficácia das táticas navais utilizadas na Antiguidade, como o diekplous e o periplous. Em 2004, o Olímpia participou da cerimônia de abertura dos Jogos Olímpicos de Atenas, reafirmando sua importância cultural e histórica. Atualmente, o navio pertence à Marinha da Grécia e é utilizado para pesquisas e exposições, preservando a memória da supremacia naval ateniense.